# El Clot
El Clot es un barrio actual y tradicional del distrito de San Martín (Barcelona, España) y cuyo núcleo es uno de los más antiguos del distrito. Desde 2006 su delimitación está entre las calles Dos de Mayo, Aragón, Meridiana, Navas de Tolosa, Mallorca, Espronceda, y la Gran Vía de las Cortes Catalanas. En este barrio se localiza la Sede del Consejo Municipal del Distrito (Consell Municipal del Districte), en el mismo edificio que fuera sede del Ayuntamiento del antiguo municipio de San Martín de Provensals. Como barrio tradicional englobaba el área conocida como Camp de l'Arpa, y antes de 2006, a efectos estadísticos se añadía ese topónimo para identificar la unidad geográfica (Clot-Camp de l'Arpa).

## Historia
El Clot es uno de los núcleos más antiguos de San Martín. Ya existía en la época medieval, con el nombre de Clotum Melis. Muy rico gracias a las huertas y los molinos situados alrededor de la Acequia Condal, era una zona de suministros para la ciudad de Barcelona, entre otros productos, se suministraba miel de gran calidad. El carácter rural de esta zona se mantuvo hasta el siglo XIX, cuando se produjo el proceso de industrialización de Barcelona y la periferia.
Las masías y torres señoriales concentraban la actividad agrícola y la explotación de la tierra. Algunas de estas edificaciones han llegado hasta nuestros días, como la Torre de Fang o la Torre de San Juan, hoy convertida en la Escuela Municipal Casas. El resto de edificaciones han ido desapareciendo con el tiempo, aunque algunas de las calles o rincones del barrio recuerdan su pasado agrícola.
Etimológicamente, el nombre de "Clot", viene de la frase en latín Clotus Melis (Hoyo de la miel) que era como se le denominaba al barrio durante la Edad Media (1208).
Durante el siglo XIX se instalaron las primeras harineras, seguidas por industrias textiles, curtiembres, tejerías, etc. A finales del siglo XIX el barrio se había convertido en un asentamiento industrial y obrero, que se acabó de consolidar urbanísticamente con la instalación de fábricas y viviendas. Este hecho comportó un aumento muy importante de población, la mayoría procedente del resto de Cataluña y Aragón.
Uno de los elementos que han contribuido a dibujar la imagen de este territorio ha sido el paso del tren. En 1854 comenzó a circular la línea en dirección a Francia, y unos cuantos años más tarde, en 1861, la de Zaragoza, que circulaba por la actual Meridiana. Posteriormente, la parcial desaparición de las vías del tren, que fueron sustituidas por una vía rápida —la Meridiana, que se inauguró en 1964—, provocó la fragmentación del territorio y que este perdiera su identidad global, las calles de Aragón y Gran Vía aún agravaron más este hecho. Una de las locomotoras usada en el Clot es la "Teresita" que fue una de las primeras locomotoras del país, actualmente se encuentra en el Museo del Ferrocarril de Villanueva y Geltrú. Dicha máquina fue utilizada para transportar alimentos y bienes a esa población hasta 1948.
Hoy en día, el Clot ha perdido poco a poco su carácter industrial, ya que las industrias se han ido desplazando o desapareciendo, este hecho ha dado la posibilidad de recuperar algunos espacios para los vecinos del barrio.

## Educación, cultura y ocio
A fecha de 2008, el barrio dispone de 4 centros de educación preescolar, 4 de educación primaria, 4 de secundaria, 2 escuelas para adultos, una escuela de idiomas y una de informática.
El barrio dispone de dos salas de teatro, una propia de la Escola Tècnica Professional del Clot y otra del Centre Cultural La Farinera del Clot y de un centro comercial, "Les Glories", que fue abierto en 1995 y es uno de los primeros centros comerciales de Barcelona, actualmente contiene 166 tiendas, 23 restaurantes, 3 bares, 1 sala multicines y el área infantil más grande de toda Cataluña[cita requerida].
El famoso cantante de rock José María Sanz Beltrán, más conocido como "Loquillo" nació y creció en este barrio.

## Otras instalaciones y servicios

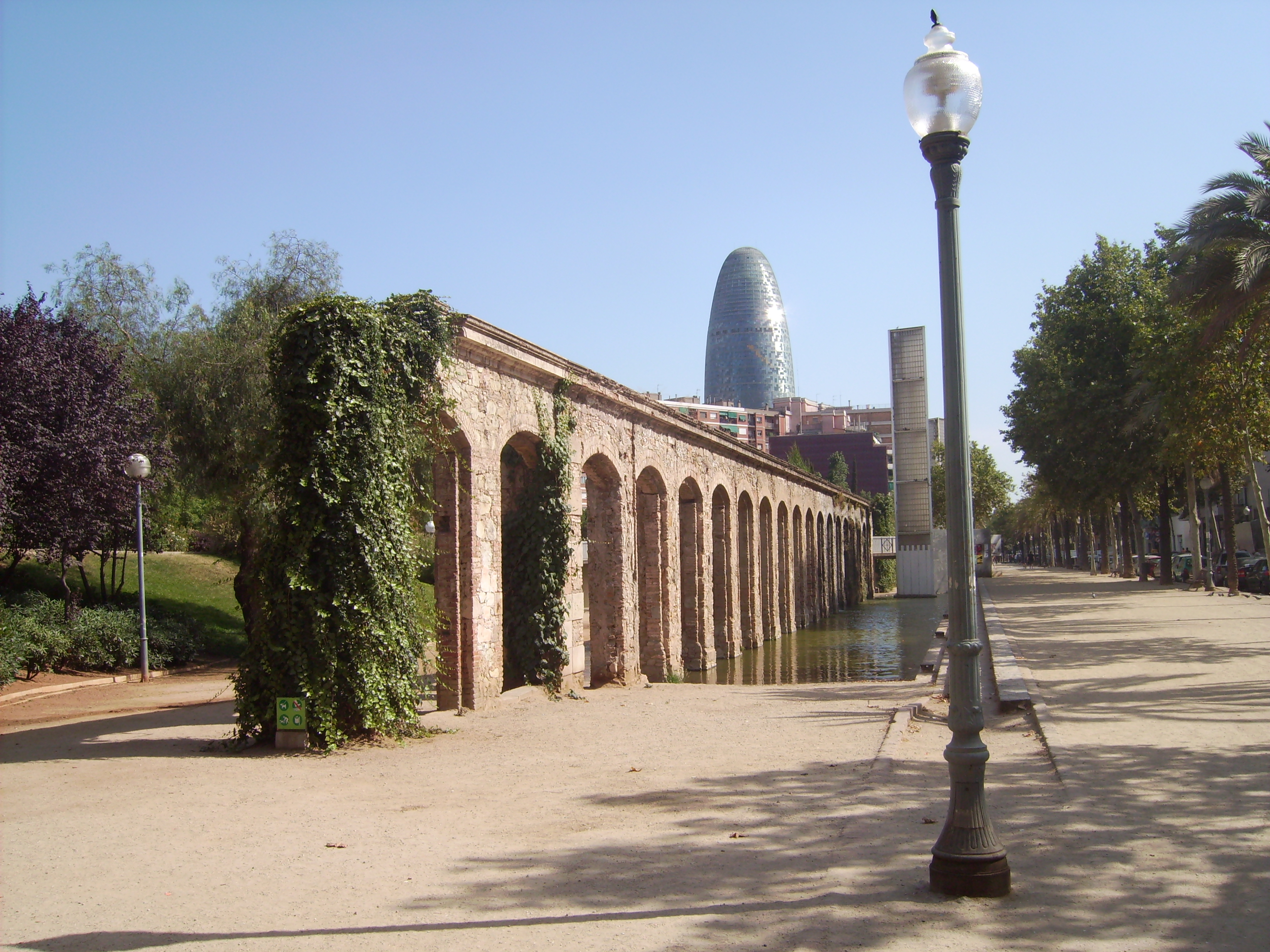
Acueducto del parque del Clot. Al fondo la Torre Agbar, en el barrio limítrofe de El Parc i la Llacuna del Poblenou.

El Clot alberga un mercado municipal alrededor del cual también se organiza una feria artesanal (Fira d'Artesans del Clot). Dispone de dos iglesias católicas. En el barrio también se asienta un Centro de Atención Primaria del mismo nombre del barrio. Se encuentra allí el parque del Clot, destacable a nivel de distrito.

## Transportes
En El Clot se localiza la Estación intermodal de Clot-Aragón que da servicio a la red de metro y cercanías. El límite sureste del barrio está delimitado por la Gran Vía ya en forma de autopista, donde se localizan varias estaciones de la red de tranvía Trambesòs, cuyas estaciones más próximas al barrio son La Farinera, Can Jaumandreu y en menor medida Espronceda. En el barrio se localizan varias estaciones de Bicing (2008).
Definitivamente el Clot es un barrio avanzado en cara al transporte

## Población
El Clot es en general un barrio de clase media, aunque se encuentran zonas de clase media-alta, especialmente cerca del barrio donde se encuentran casas de alto valor. La riqueza del barrio es la combinación de estos con pisos y casas con precios más asequibles para clase media y otros muy baratos para gente más humilde, habitualmente es un barrio tranquilo.
El barrio de El Clot es tanto hispanohablante como catalanoparlante.

## Seguridad
En comparación con otros barrios de Barcelona es un barrio seguro, donde conviven ciudadanos de distintas procedencias pacíficamente. En esta área predomina la actividad comercial y se pueden ver varias terrazas distribuidas a lo largo de las calles. 